# Joan el Diaca (erudit armeni)
|  | Per a altres significats, vegeu «Joan el Diaca». |

Joan el Diaca (1045-1129) va ser un erudit armeni que va rebre l'honor del títol de sofista (filòsof), i que comptava també amb l'apreciació del David IV de Geòrgia. Va ser nomenat superior del monestir de Hakhpat. També se'l coneixia com a Vardapet (Doctor).

## Obra
Se li atribueix la reforma del calendari armeni, i va deixar molts estudis matemàtics a més de treballs doctrinals, rituals i filosòfics. Va formar una col·lecció d'uns 50 manuscrits de teologia i filosofia, corregint errors fets per anteriors copistes i fent-los tornar a copiar pels seus deixebles.
Es considera que va aportar significativament a la creació d'una literatura armènia no religiosa. Per exemple «Una paraula de saviesa» un poema de Joan dedicat a un estornell, legitima la poesia dedicada a la natura, l'amor o la bellesa femenina.
Es diu que tenia la seva biblioteca a una cova, on estudiava dia i nit. Va morir el 1129 i la seva tomba es pot trobar sota el campanar de l'església de la Mare de Déu del mateix monestir de Haghpat. Encara es pot llegir el seu nom, Sofista Joan. L'historiador Alexander Yeritziantz va trobar alguns manuscrits armenis petrificats el 1873 a la cova de Karni, que es pensa que era l'estudi i biblioteca de Joan.